# Hōzan-ji
Hōzan-ji (宝山寺?), sau Ikoma Shoten (生駒聖天?) este un templu budist în orașul Ikoma în prefectura Nara.

## Istoric
Din antichitate muntele Ikoma a servit pentru locuitorii regiunii drept obiect de închinare. Se spune că în 655 ascetul japonez En no Gyōja⁠(en)[traduceți] a deschis aici un loc de instruire pentru discipolii săi. Mai târziu, mai mulți călugări budiști, inclusiv Kukai, a primit instruire pe Muntele Ikoma.
Anul de fondare a templului Hōzan-ji este considerat anul 1678, când câlugărul  Tankai (湛海?) a redeschis locul de instruire și a instalat o statuie a zeului Kankiten⁠(en)[traduceți] (versiunea budistă japoneză a zeului Ganesha din hinduism).
În perioada Edo, Hōzan-ji a fost unul dintre cele mai vizitate temple budiste din această regiune.

## Legături externe
Materiale media legate de Hōzan-ji la Wikimedia Commons
- 34°41′04″N 135°41′10″E / 34.68431389°N 135.6862056°E